# Limay Mahuída
Limay Mahuída é um município da província de La Pampa, na Argentina.